# Ronny Rosenthal
Pour les articles homonymes, voir Rosenthal.
Ronny Rosenthal (en hébreu : רוני רוזנטל), né le 4 octobre 1963 à Haïfa (Israël), est un footballeur israélien, qui évoluait au poste d'attaquant à Liverpool et en équipe d'Israël.
Rosenthal a marqué onze buts lors de ses soixante sélections avec l'équipe d'Israël entre 1983 et 1996.

## Palmarès

### En équipe nationale
- 60 sélections et 11 buts avec l'équipe d'Israël entre 1983 et 1996.

### Avec Maccabi Haïfa
- Vainqueur du Championnat d'Israël de football en 1984 et 1985.

### Avec le FC Bruges
- Vainqueur du Championnat de Belgique de football en 1988.

### Avec Liverpool
- Vainqueur du Championnat d'Angleterre de football en 1990.

### Avec Watford
- Vainqueur du Championnat d'Angleterre de football D2 en 1998.